# Herb guberni pskowskiej
Herb guberni pskowskiej - Jako godło guberni formalnie był używany herb Pskowa z 1781 roku, do tego herbu dodawano niektóre elementy mające na celu upodobnienie go do herbów innych guberni, np. herb został uwieńczony koroną imperatorską, która była otoczona wieńcem splecionym taśmą Andrejewską (herb ten nie był oficjalnie przyjęty).